# Butnán tartomány
El-Butnán tartomány (arabul شعبية البطنان [Šaʿbiyyat al-Buṭnān]) Líbia huszonkét tartományának egyike. A történelmi Kirenaika régióban, az ország északkeleti részén fekszik: északon a Földközi-tenger, keleten Egyiptom, délen és nyugaton el-Váhát tartomány, északnyugaton pedig Darna tartomány határolja. Székhelye Tobruk városa. Lakossága a 2006-os népszámlálás adatai szerint 159 536 fő.

## Fordítás
Ez a szócikk részben vagy egészben  a   Libyen#Verwaltungsgliederung című német Wikipédia-szócikk ezen változatának fordításán alapul.  Az eredeti cikk szerkesztőit annak laptörténete sorolja fel. Ez a jelzés csupán a megfogalmazás eredetét és a szerzői jogokat jelzi, nem szolgál a cikkben szereplő információk forrásmegjelöléseként.